# Charles Léandre
Charles Lucien Léandre (Champsecret, 22 luglio 1862 – Parigi, 24 maggio 1934) è stato un pittore e litografo francese.
Fu anche un eccellente disegnatore e un noto caricaturista.

## Biografia
Figlio di un ufficiale di carriera (che fu anche sindaco del suo Comune per tutta la vita) e di Lucile Marie Amélie Friloux, Charles Léandre a sedici anni si trasferì dalla Normandia a Parigi, dove fu accolto nel 1878 dal pittore Émile Bin, che divenne suo maestro. Due anni dopo si iscrisse alla Scuola di Belle arti di Parigi e fu assegnato all'atelier di Alexandre Cabanel. Vinse dei concorsi e dei premi, per il disegno antico nel 1883 e per lavori di atelier nel 1884 e nel 1886.

Nel 1882 superò il concorso per l'insegnamento del disegno come professore delle Scuole della città di Parigi e insegnò sino al 1897. In quello stesso anno fu ammesso ad esporre al Salon degli artisti francesi con il quadro "Fanchon la tricoteuse" (Fanchon che lavora a maglia).

All'Esposizione universale del 1889 ricevette una medaglia di bronzo per una grande tela: "La madre" o "Dormo ma il mio cuore veglia".
Nel 1900 Léandre era ormai all'apice della carriera. Dopo l'Expo fece parte dei cinque litografi selezionati per realizzare due composizioni su un tema prefissato, nell'ambito delle stampe decorative per i Palazzi del Centenario. Inoltre, sempre all'Expo del 1900, fu gratificato da una medaglia d'oro e venne nominato Cavaliere della Legion d'Onore.
Creò nel 1904 la "Società dei pittori umoristi".

Nel 1921 ricevette la medaglia d'onore della "Società degli artisti francesi" per la sezione "incisioni", che era uno dei più prestigiosi riconoscimenti che un artista potesse ottenere. Nel 1925 venne promosso Ufficiale della Legion d'Onore.
Léandre morì nel 1934, nel suo atelier di Parigi in rue Caulaincourt, ma fu sepolto in Normandia.
Membro della "Società dei Normanni" di Parigi, visse  nel quartiere di Montmartre, ma rimase sempre molto attaccato alla sua terra d'origine; infatti, ogni anno trascorreva  l'estate nella sua casa di Champsecret nel cui cimitero decise di essere sepolto.

Fu un caricaturista dei grandi giornali illustrati (Le chat noir, La Vie Moderne, Le Figaro, Le Rire, Le Grand Guignol) dove ritrasse con arguzia i grandi personaggi dell'epoca (la regina Vittoria, Clemenceau, Zola e tanti altri) e talvolta si lasciò prendere la mano dal suo antisemitismo (caricatura del "Re Rothschild"). Gli fu consigliato, allora, di impegnarsi su temi più degni. Léandre, in effetti, era un ritrattista di grande talento ed i suoi quadri a pastello lo testimoniano. Risolse il problema illustrando opere letterarie, fra cui la più nota resta Madame Bovary di Gustave Flaubert che il pittore e incisore Eugène Decisy trasformò in splendide acqueforti a colori.
Nel 1999 la città di Condé-sur-Noireau ha acquistato la collezione Henri Buron, già Conservatore e proprietario del "Museo Charles Léandre" di Montreuil-Bellay.

Lo spazio "Museo Charles Léandre" fu creato per accogliere 250 quadri, oltre a 70 opere illustrate e un archivio documentario di lettere autografe, giornali satirici, cartoline e fotografie.

Il Museo di Montmartre ha dedicato a Charles Léandre una retrospettiva nell'ottobre del 2007 sino a gennaio del 2008.

## Opere principali
Dipinti
- "La Résignée, mariée normande" - Museo di Belle arti di Caen
- "Paysanne normande - Mme Bonhomme mère" - Museo di Belle arti di Caen
- "Les Longs Jours", 1886 - Museo di Domfront
- "Portrait des nièces de l'artiste" (pastello) - Museo Quesnel-Morinière di Coutances
- "Portrait de Jeanne Daireaux" - Museo Quesnel-Morinière di Coutances
- "Enfant en marin" (pastello) - Museo di Vire

Disegni
- "Croquis d'audience" - Museo del vecchio castello, Laval
- "Portrait caricatural de Toulouse-Lautrec" ; Gabinetto di stampe e disegni di Strasburgo
- "Caricature du docteur Gachet, assis devant une table" - Museo del Louvre
- "Portrait-charge de Mme Humbert, dans le rôle de Casque d'Or" - Museo del Louvre
- "Portrait-charge de Paul Déroulède sacrant chevalier le comédien Coquelin" - Museo del Louvre

Illustrazioni
- La Famille Cardinal di Ludovico Halevy, Ediz. Testard,  Parigi, 1893
- Autre temps di Edmond Haraucourt, Collana  "Bibliophiles du Cornet",  Parigi, 1930
- Madame Bovary, Ediz. Auguste Blaizot & fils,  Parigi, 1931

Sculture
- "Rodin satyre"  Museo Rodin

## Galleria d'immagini

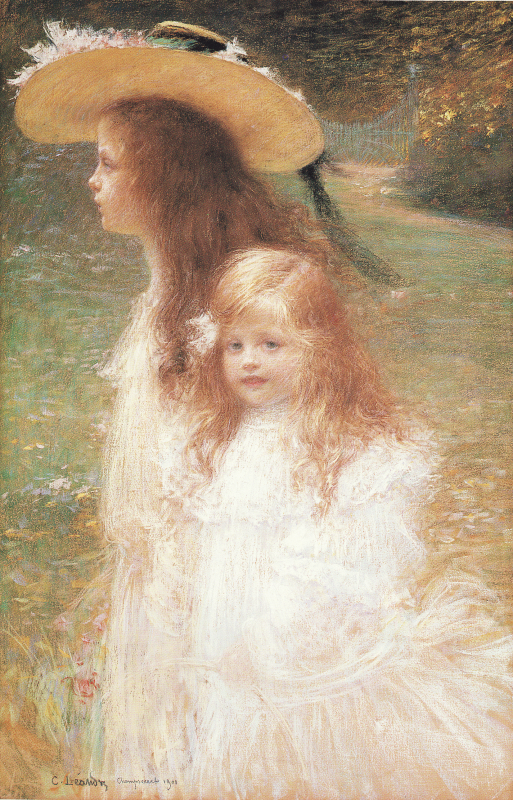
Jeanne e Madeleine Lemoine
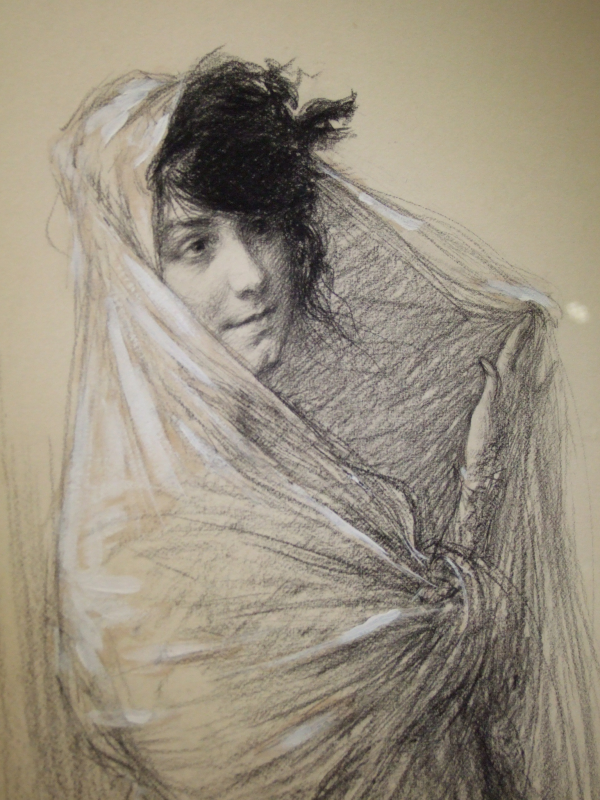
Ragazza con lo scialle
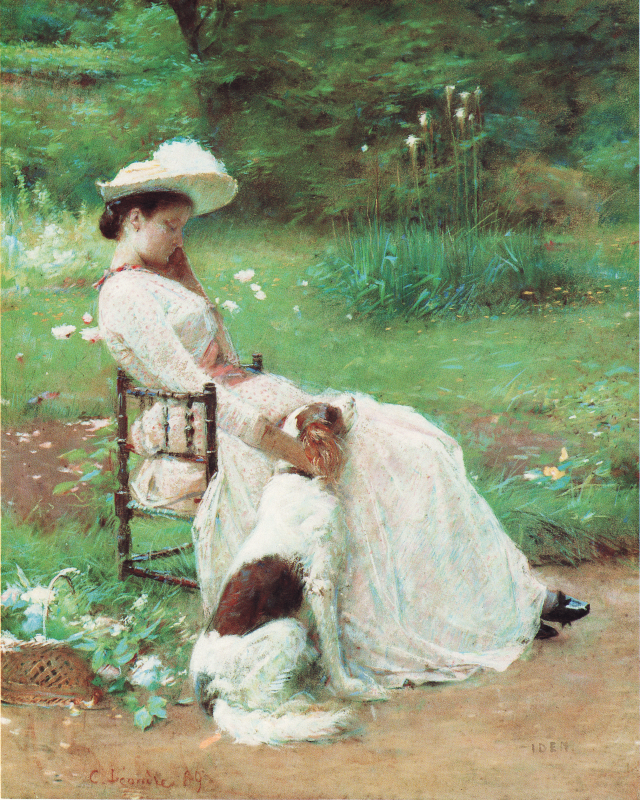
Donna col cane
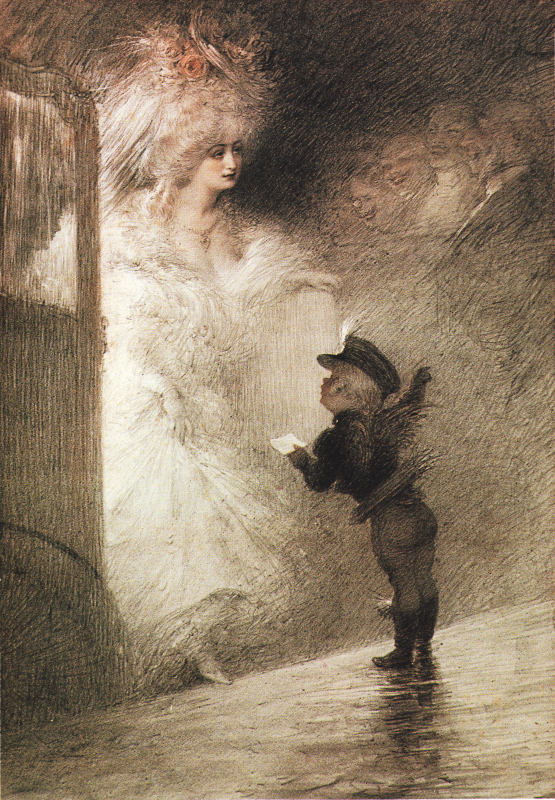
Il piccolo messaggero
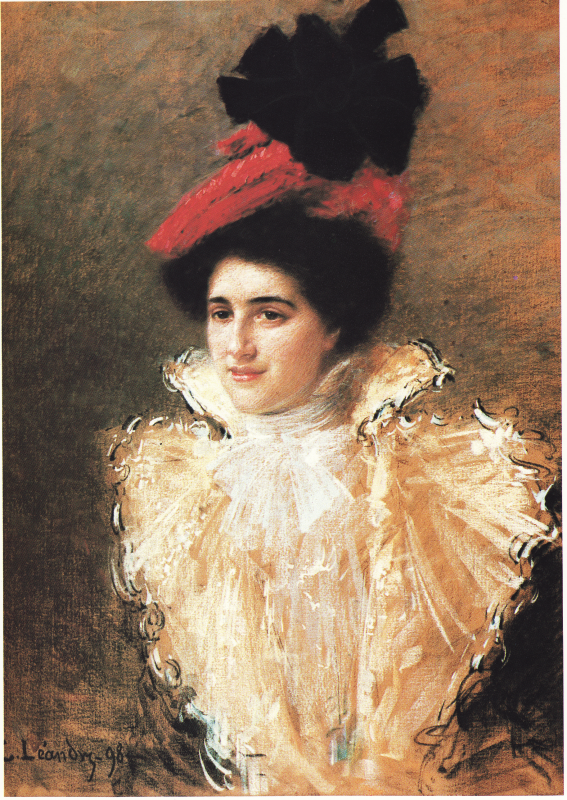
L'elegante con il cappello rosso

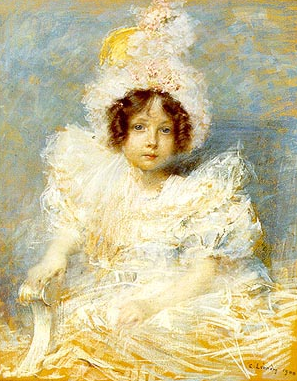
Sibilla Achard
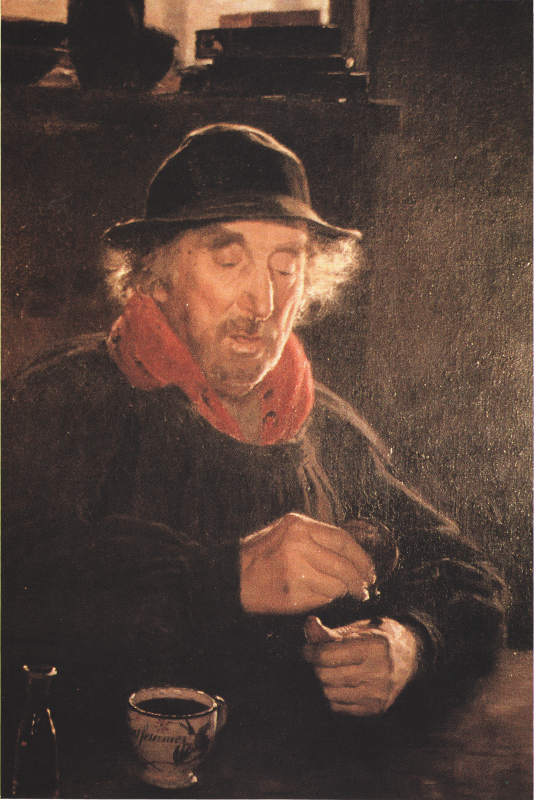
Una presa di tabacco
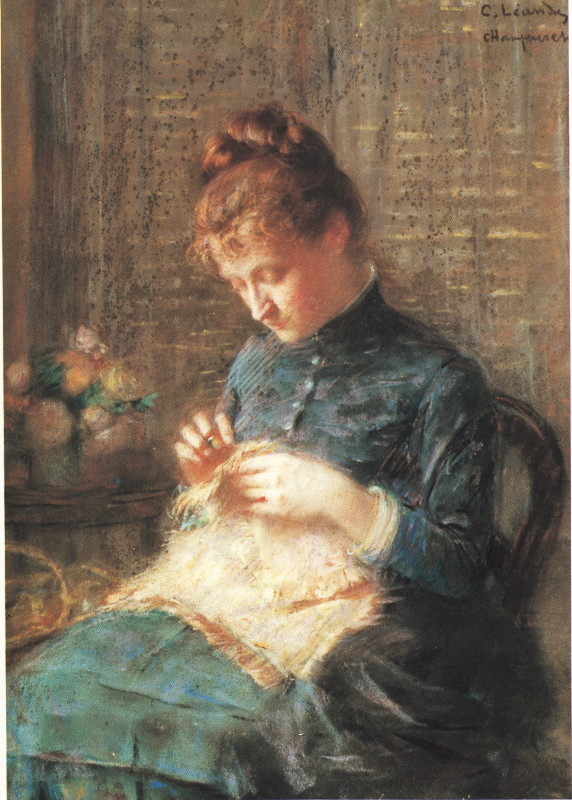
La madre dell'artista
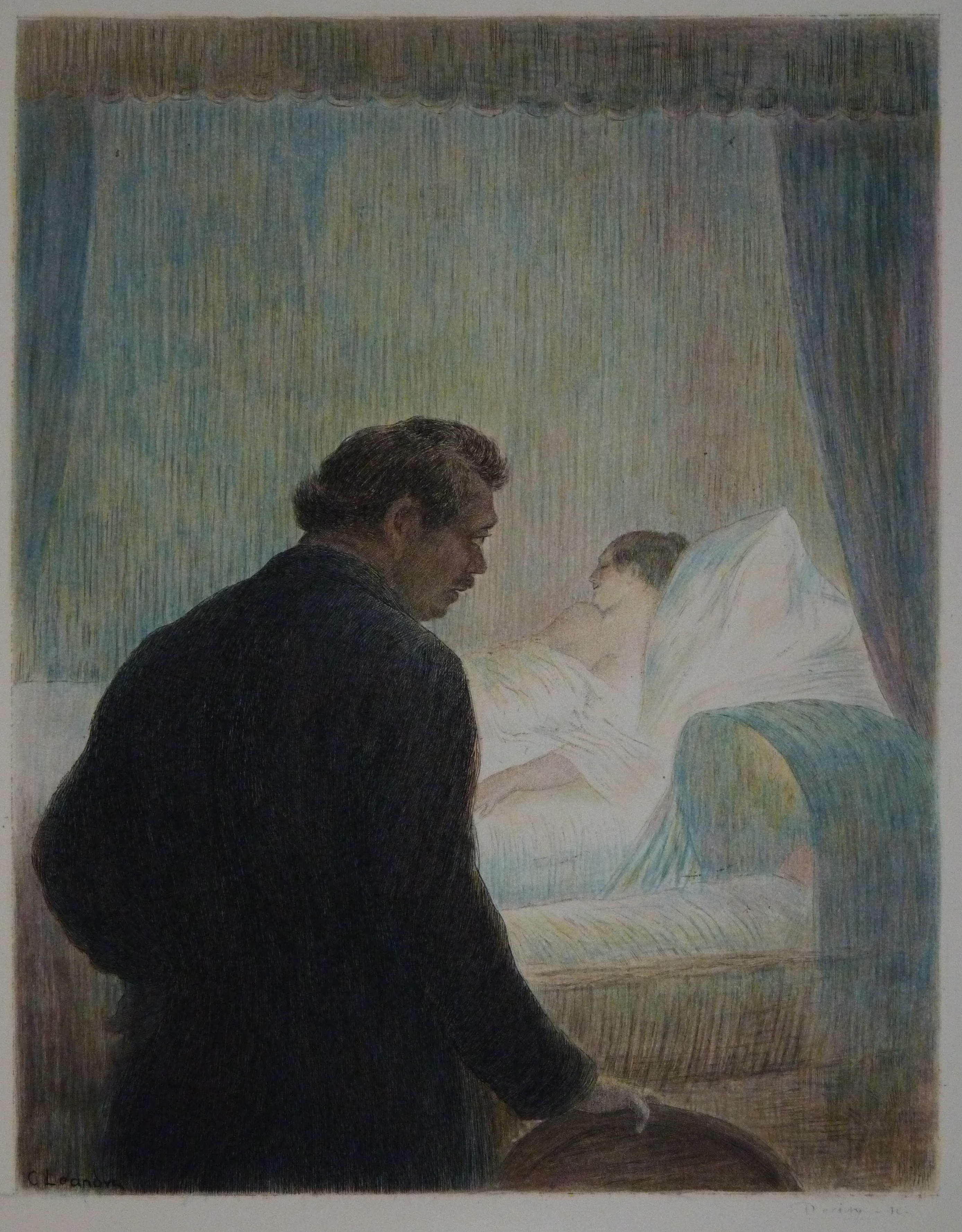
Madame Bovary
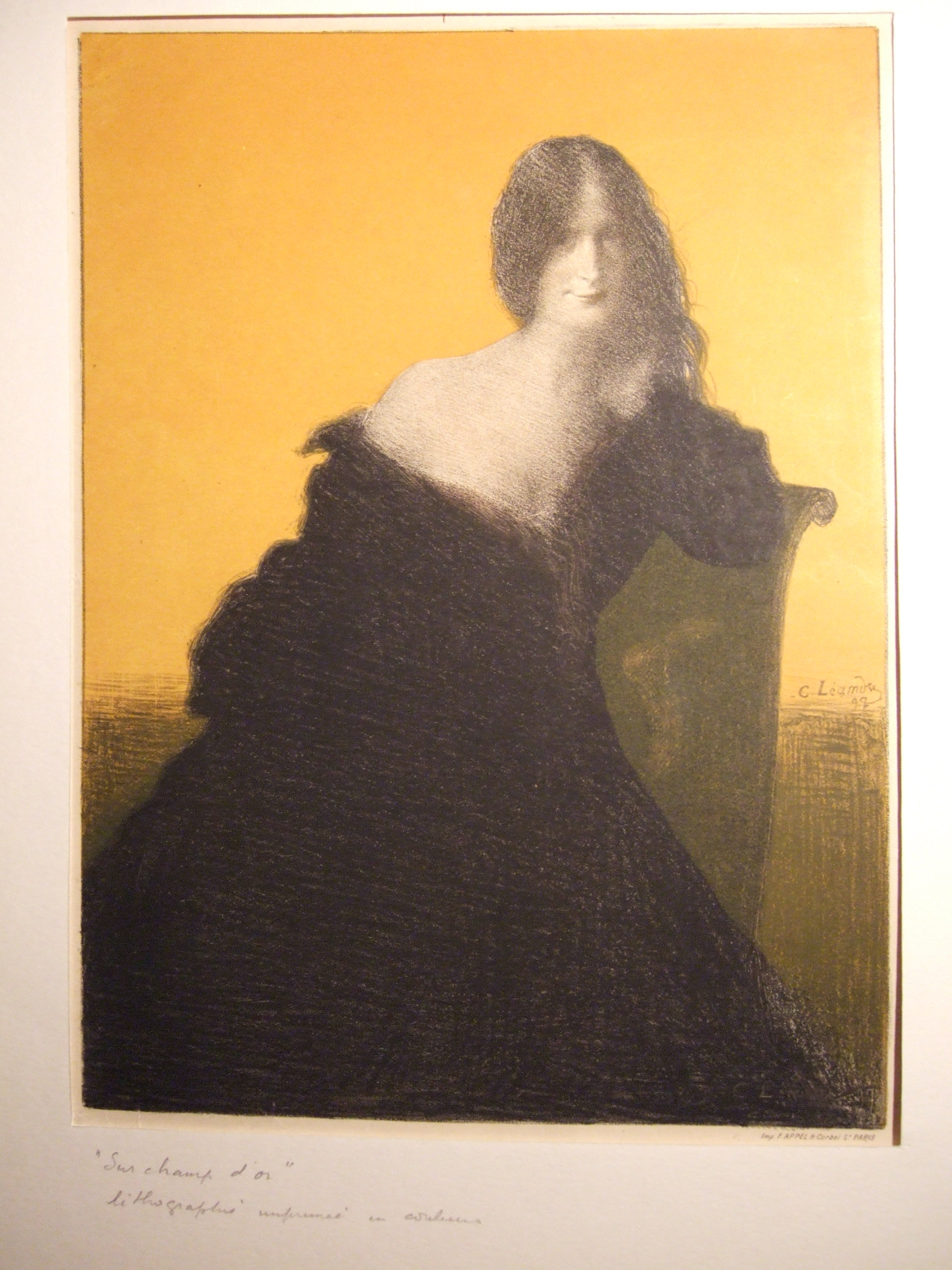
Su sfondo oro
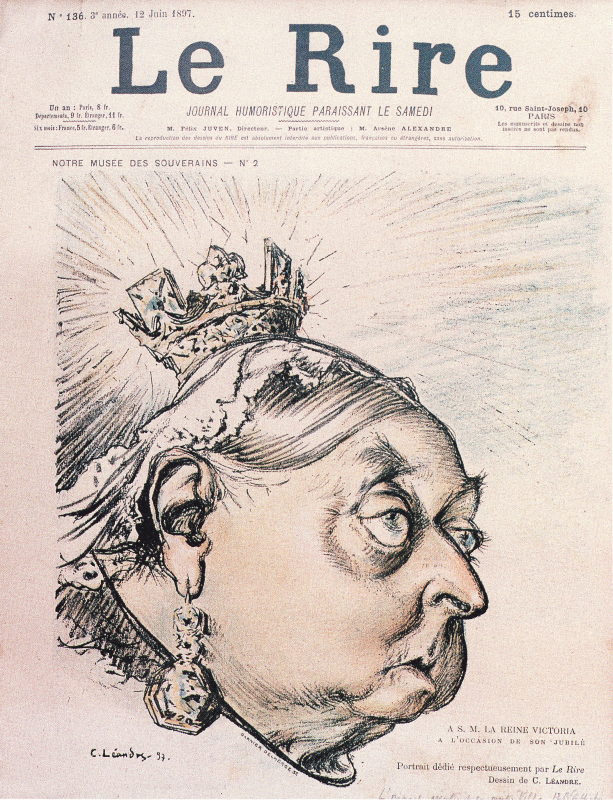
La Regina Vittoria